# Way Out (Jack Harlow)
Way Out è un singolo del rapper statunitense Jack Harlow, pubblicato l'8 dicembre 2020 come secondo estratto dal primo album in studio Thats What They All Say.
Il brano vede la partecipazione del rapper statunitense Big Sean.

## Promozione
Harlow ha eseguito il brano in un medley con Rendezvous per la prima volta in televisione al Tonight Show il 15 dicembre 2020.

## Video musicale
Il video musicale è stato reso disponibile il 9 dicembre 2020.

## Tracce
Testi e musiche di Jack Harlow, Everett Romano, Jasper Lee Harris, Sean Anderson e Tahj Morgan.
1. Way Out (feat. Big Sean) – 2:48

## Formazione
- Jack Harlow – voce
- Big Sean – voce aggiuntiva
- Heavy Mellow – produzione
- Jasper Harris – produzione
- JetsonMade – produzione
- Colin Leonard – mastering
- Leslie Brathwaite – missaggio
- Nickie Jon Pabón – missaggio, registrazione

## Classifiche
| Classifica (2020-21) | Posizione massima |
| -------------------- | ----------------- |
| Belgio (Fiandre)     | 93                |
| Canada               | 51                |
| Grecia               | 86                |
| Irlanda              | 77                |
| Portogallo           | 178               |
| Stati Uniti          | 74                |